# Boca Chica
Boca Chica är en kommun i Dominikanska republiken. De ligger i kommunen Santo Domingo Norte och provinsen Santo Domingo, i den sydöstra delen av landet, 40 km öster om huvudstaden Santo Domingo. Antalet invånare i kommunen är cirka 142 000.
Terrängen runt Boca Chica är platt. Havet är nära Boca Chica söderut. Närmaste större samhälle är San Antonio de Guerra, 16,1 km nordväst om Boca Chica.